# Cerveja La Virgen
A ideia da cervejaria nasceu em 2009 quanto César Pascual, Eduardo García e Jaime Riesgo trabalhavam juntos em São Francisco. Dois anos depois nascia a Cervezas La Virgen, com cervejaria própria e uma produção de 48 mil litros de cerveja. Em 2017 os fundadores venderam a cervejaria a AB Inbev. Foi então que La Virgen chegou aos supermercados e começou a ser exportada para outros países. Em 2024 a fabrica situada no município de Las Rozas foi encerrada por ordem do município por não cumprir as atividades para as quais foi licenciada, levando a cessação de todas as atividades e a um processo de despedimento coletivo.

## História
- 2009 - Idealização em San Francisco de uma marca de cerveja artesanal[3].
- 2011 - Fundação da cervejaria em Espanha[4].
- 2015 - Inauguração de uma nova fabrica em Las Rozas[5].
- 2017 - É adquirida pelo grupo ABInbev[6][7].
- 2024 - Fecho da empresa. pelo grupo ABInbev[3].

## Gama de produtos
- Madrid Lager, Estilo:Lager estilo Helles; Álcool:5.2%[8].
- Madrid Lager sin gluten, Estilo:Lager estilo Helles; Álcool:5.2%, cerveja para celíacos[9].
- Sin Tostada, Estilo: Torrada Não alcoólica; Álcool:0,8%[10]
- La Jamonera, Estilo:Amber Ale; Álcool:5.5%[11]
- Madrid 360, Estilo:Pale Ale; Álcool:5%[12]
- IPA, Estilo:India Pale Ale; Álcool:6,5%[13]
- Choco Bollo, Estilo:Imperial Choco Stout; Álcool:11%[14]
- Trigo Limpio, Estilo:Hefeweizen; Álcool:4,9%[15]
- Buena Esperanza, Estilo:India Pale Ale; Álcool:6,4%[16]
- Higos Saisons, Estilo:Saison com Frutas; Álcool:7,5%[17]
- Castañas, cerveja sazonal com uma graduação 6.5% de álcool e uma produção limitada a 12.000 litros[18].

## Premios
- Em 2021 o World Beer Awards designa a Lager da La Virgen como a melhor da Espanha[19].
- Medalhas de bronze do World Beer Awards 2021 para a La Virgen IPA[19].
- Medalhas de bronze do World Beer Awards 2021 para a La Virgen Jamonera[19].
- Medalhas de bronze do World Beer Awards 2021 para a La Virgen 360[19].
- Melhor Cerveja de Trigo de Espanha do World Beer Awards 2021 para La Virgen Trigo Limpio[19].

## Mercados
Em 2015 foram comercializados 400 mil litros de cerveja, especialmente em Madrid, onde a marca comercializa 95% da cerveja que produz. A nível externo a marca é comercializada em 10 países incluindo a França, o Reino Unido, a Holanda, a Rússia, a Argentina, o Chile, a Noruega e a Finlândia. As exportações representam 7% do seu volume de negócios. Em termos de canais de distribuição o canal Horeca representa do 80% do total da La Virgen, enquanto os restantes 20% se dividem entre o canal alimentar e as exportações. Fora de Madrid a marca está presente em Valência.

### Rede de Distribuição
A distribuição é feita por um distribuidor próprio em Madrid e um distribuidor externo para o restante território Espanhol.

#### Rede própria de bares e restaurantes
Em Madrid a marca opera uma rede própria de bares e restaurantes onde serve as suas cervejas. Estes espaços são o El Callejón de La Virgen, La Fuente de La Virgen, O Mural da Virgem, La Charcutería de LaVirgen e o Bar no Mercado de Vallehermoso. Fora da cidade de Madrid está presente em Majadahonda (La Virgen Majadahonda) e Alcorcón (X-Madrid). Em 2021 com o restaurante Kitchen 154 criou a La Virgen 154 onde associam a comida de rua asiática e latina a cerveja artesanal.

## Evolução da empresa
A evolução da empresa desde a sua fundação, foi a seguinte:
| Ano  | Volume Negocio (em Euros) | Vendas (em Lt) | Nº de empregados |
| ---- | ------------------------- | -------------- | ---------------- |
| 2011 |                           | 48.000         |                  |
| 2014 |                           | 200.000        |                  |
| 2015 | 2.300.000                 | 400.000        | 40               |
| 2016 |                           | 550.000        | 35               |
| 2017 | 4.000.000                 | 800.000        |                  |
| 2018 |                           | 1.000.000      | 75               |
| 2019 | 8.300.000                 | 1.900.000      | 99               |
| 2020 | 5.686.350                 |                | 110              |
| 2021 | 7.002.497                 |                | 106              |
| 2022 | 8.000.000                 | 1.500.000      | 98               |
| 2024 |                           |                | 78               |